# جورج ثريلفول
جورج ثريلفول (بالإنجليزية: George Threlfall)‏ هو شخصية أعمال أسترالي، ولد في 1819، وتوفي في 1897.